# رسلان كوزنيتسوف
رسلان كوزنيتسوف هو لاعب كرة قدم روسي، ولد في 21 فبراير 1992. لعب مع نادي خجند.